# Opius visibilis
Opius visibilis är en stekelart som beskrevs av Fischer 1964. Opius visibilis ingår i släktet Opius och familjen bracksteklar. Inga underarter finns listade i Catalogue of Life.